# Yongtai
Yongtai är ett härad inom provinshuvudstaden Fuzhou i provinsen Fujian i sydöstra Kina.

## Administrativ indelning
Yongtai är indelat i nio köpingar och tolv socknar.
Köpingar (zhen):

- Changqing (长庆镇)
- Chengfeng (城峰镇)
- Dayang (大洋镇)
- Geling (葛岭镇)
- Qingliang (清凉镇)
- Songkou (嵩口镇)
- Tong'an (同安镇)
- Wutong (梧桐镇)
- Zhangcheng (樟城镇)

Socknar (xiang):

- Baiyun (白云乡)
- Chixi (赤锡乡)
- Danyun (丹云乡)
- Dongyang (东洋乡)
- Fukou (洑口乡)
- Fuquan (富泉乡)
- Gaiyang (盖洋乡)
- Hongxing (红星乡)
- Linglu (岭路乡)
- Pangu (盘谷乡)
- Tangqian (塘前乡)
- Xiaba (霞拔乡)